# Université de Gdańsk
Ne doit pas être confondue avec l'université de technologie de Gdańsk.
L'université de Gdańsk (en polonais : Uniwersytet Gdański, sigle: UG) est une université polonaise sise dans la ville de Gdańsk fondée le 20 mars 1970, en fusionnant l’École supérieure d’économie de Sopot (fondée en 1945) avec l’École supérieure de pédagogie de Gdańsk (fondée en 1946).

## Hiérarchie
- Recteur : Piotr Stepnowski
- Prorecteur pour la coopération avec l’étranger :  Anna Jurkowska-Zeidler
- Prorecteur pour la recherche : Wiesław Laskowski
- Prorecteur pour le développement : Sylwia Mrozowska
- Prorecteur pour la formation et les affaires étudiantes : Arnold Kłonczyński
- Chancelier : Jacek Jętczak

## Recteurs
- 1970-1981 : Janusz Sokołowski
- 1981-1982 : Robert Głębocki
- 1982-1984 : Bronisław Rudowicz
- 1984-1985 : Karol Taylor
- 1985-1987 : Mirosław Krzysztofiak
- 1987-1990 : Czesław Jackowiak
- 1990-1996 : Zbigniew Grzonka
- 1996-2002 : Marcin Pliński
- 2002-2008 : Andrzej Ceynowa
- 2008-2016 : Bernard Lammek
- 2016-2020 : Jerzy Gwizdała
- Depuis 2020 : Piotr Stepnowski

## Étudiants
Au cours de l’année universitaire 2013-2014, l'université comptait environ 33 000 étudiants dans dix UFR, ayant au choix 106 spécialisations dans 26 filières d’études.

### Nombre d'étudiants
- Études de jour : 15 151
- Études du soir : 3 753
- Etudes extra-muros : 10 884
- Études de doctorat : 1 609
- Total : 27 233

## Facultés

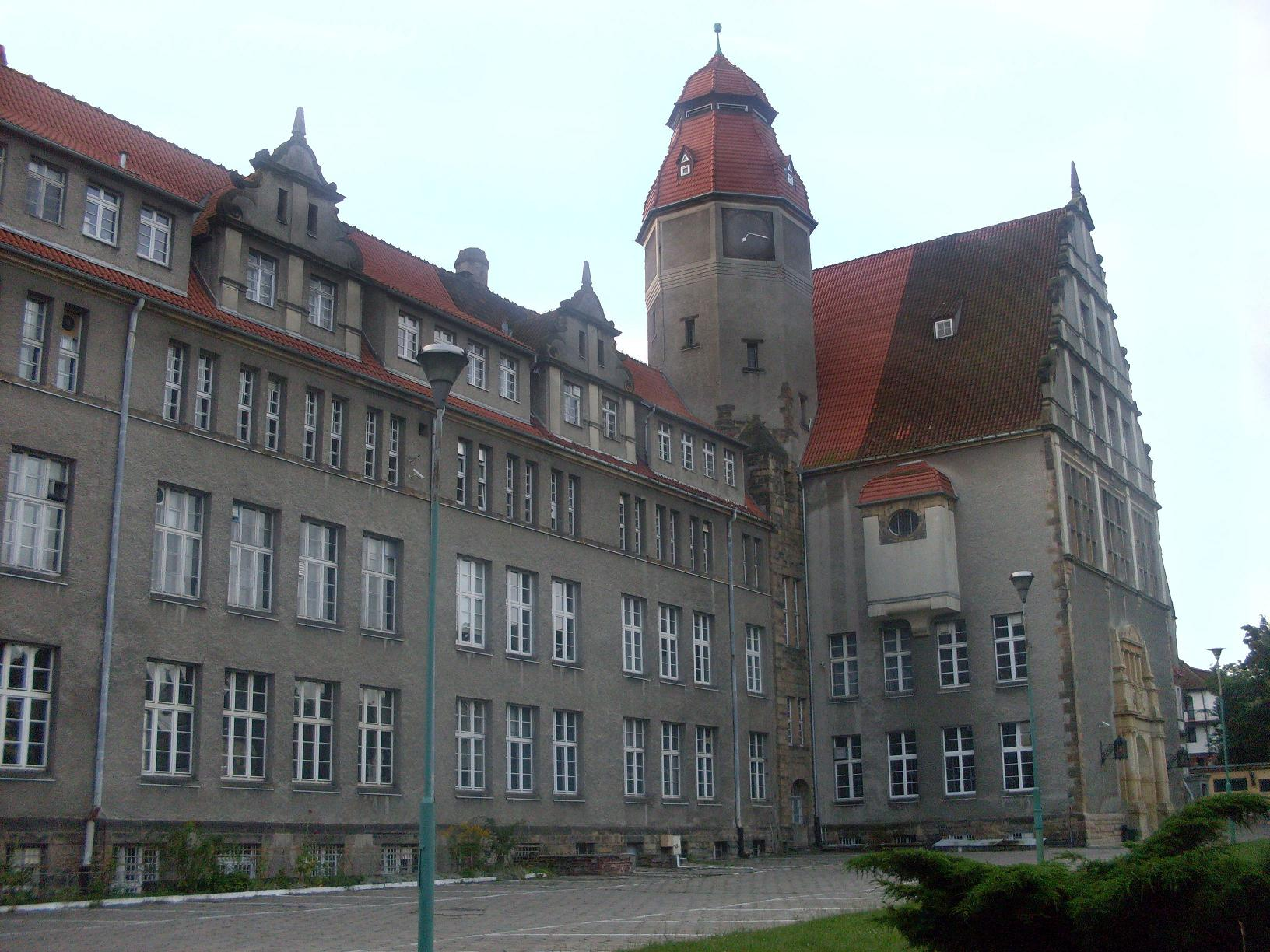
La faculté de chimie.

L’université se compose des facultés suivantes :
- faculté de biologie (Gdańsk/Gdynia)
- faculté de chimie (Gdańsk)
- faculté d’économie (Sopot)
- faculté d’histoire (Gdańsk)
- faculté de philologie (Gdańsk)
- faculté de mathématiques, de physique et d’informatique (Gdańsk)
- faculté de sciences sociales (Gdańsk)
- faculté de droit et d’administration (Gdańsk/Koszalin)
- faculté de gestion (Sopot)

## Personnalités liées à l'université

### Étudiants
- Agnieszka Buczyńska, ministre.